# Britta Hofmann

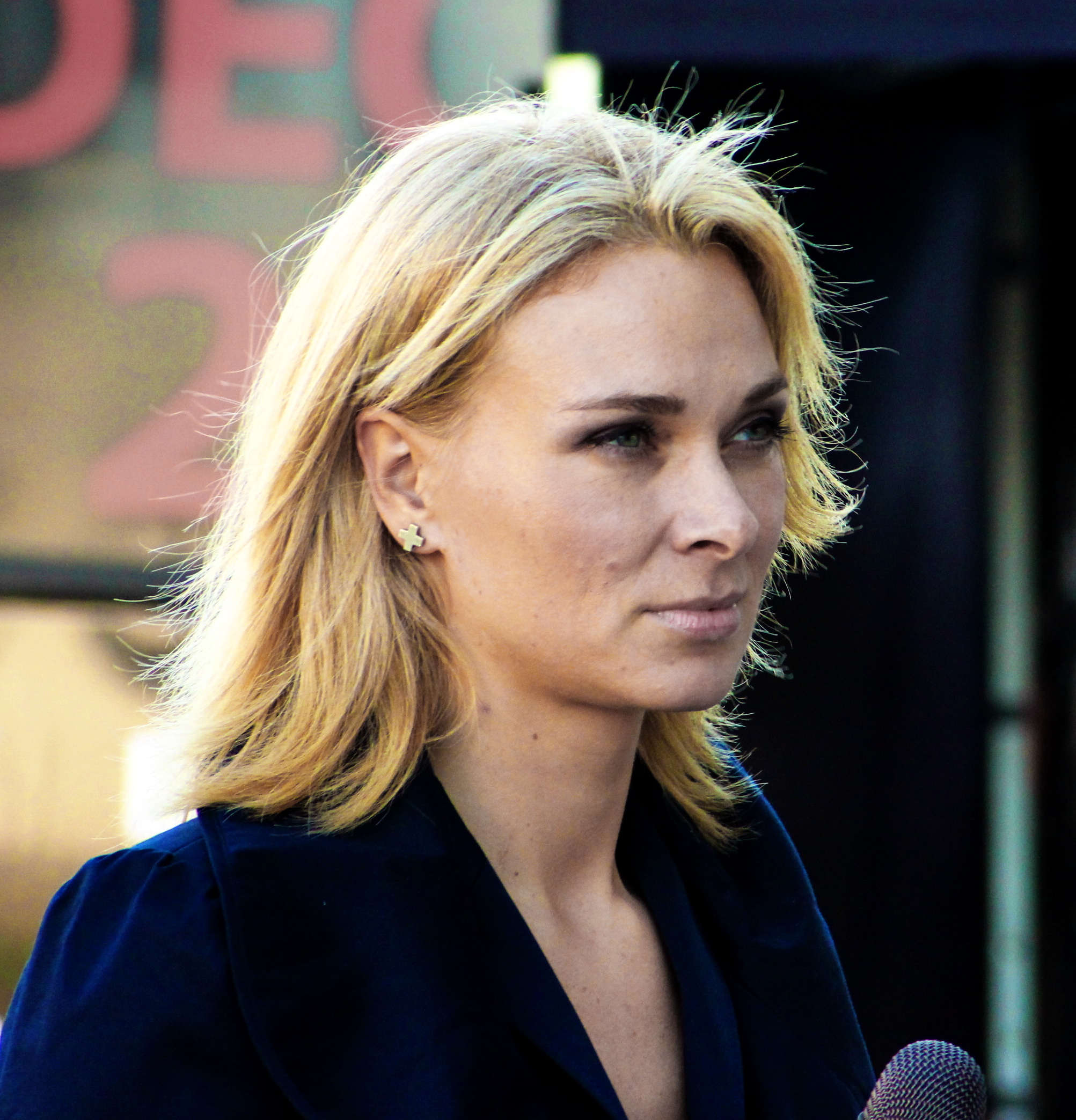
Britta Hofmann in München (2012)

Britta Hofmann (* 25. Februar 1980 in Attendorn) ist eine deutsche Fernsehmoderatorin, Journalistin und Redakteurin.

## Leben und Karriere
Britta Hofmann verbrachte ihre ersten drei Lebensjahre in ihrer Heimatstadt Attendorn. Mit ihrem Vater zog sie anschließend nach Hamm, wo sie ihre weitere Kindheit und Jugend verbrachte. Nach dem Abitur 1999 studierte sie von 2000 bis 2005 Diplom-Sportwissenschaft an der Deutschen Sporthochschule Köln. Nach ihrem Studium absolvierte Hofmann von 2006 bis 2008 ein Volontariat beim Nachrichtensender n-tv. Dort war sie von 2005 bis 2011 Sportmoderatorin bei den täglichen News. Neben Moderation und Redaktion wurde sie aber auch als Live-Reporterin eingesetzt, wo sie zum Beispiel für n-tv und RTL von den Olympischen Sommerspielen 2008 in Peking und den Olympischen Winterspielen 2010 in Vancouver berichtete.

### Sky Sport
Mit dem Start des ersten deutschen 24-Stunden-Sportnachrichtensenders Sky Sport News am 1. Dezember 2011 wechselte Hofmann zum Bezahlfernsehsender Sky. Bevor auf Moderatoren-Teams mit wechselnder Besetzung umgestellt wurde, bildete sie in der Anfangszeit ein fixes Moderationspaar mit Martin Winkler und präsentierte Sportnachrichten aus aller Welt. Seit der Saison 2012/13 ist sie für Sky Sport in der 1. und 2. Fußball-Bundesliga als Field-Reporterin im Einsatz. Mit Beginn der Saison 2015/16 präsentierte sie zudem die UEFA Europa League und moderiert seit dem 9. August 2017 die Bundesliga-Sendung Super Samstag. Während der Corona-Krise 2020 übernahm Hofmann die Moderation der neuen Sendung Dein Verein, in der verschiedenste deutsche Fußballvereine sowie deren größten Momente vorgestellt werden. Auch danach blieb das Format mit Hofmann fester Bestandteil im Programm von Sky, diente fortan jedoch als Vorschau-Sendung für den jeweils anstehenden Bundesliga-Spieltag.

## Trivia
In den Jahren 2016 und 2017 präsentierte sie zusammen mit ihrem Sky-Kollegen Martin Winkler die Web-Show #MixedZoneLive mit Britta Hofmann & Martin Winkler auf der Facebook-Seite von Sky Sport.